# Вулиця Чайковського (Мелітополь)
Вулиця Чайковського — провулок у місті Мелітополь. Йде від вулиці Павла Дзяковича до північної околиці міста.

## Назва
Вулиця названа на честь російського композитора Петра Ілліча Чайковського (1840-1893).
У Мелітополі також є однойменні 1-й провулок Чайковського, 2-й провулок Чайковського і 3-й провулок Чайковського.

## Історія
Вперше провулок згадується 11 березня 1931 року.